# Camponotus moeschi
Camponotus moeschi är en myrart som beskrevs av Auguste-Henri Forel 1910. Camponotus moeschi ingår i släktet hästmyror, och familjen myror.

## Underarter
Arten delas in i följande underarter:
- C. m. lygaeus
- C. m. moeschi